# FB-22 Strike Raptor
Az FB-22-es egy olyan amerikai repülőgép, amely az ötödik generációs vadászbombázók közül az első, azonban még a prototípust sem építették meg. Volt már ilyen irányú próbálkozás, mikor az F-16-osnak készítették el a bombázó változatát XL jelzéssel, azonban a programot leállították.

## Leírás
A gép szinte egyáltalán nem hasonlít az alapmodellre, az F-22-esre. Az FB-22 semmit sem veszítene repülési tulajdonságaiból a Raptorhoz képest gondolván itt a szuperszonikus utazósebességre 20 km magasan, ahol a legtöbb vadász és légelhárító fegyver nem éri el. Maradna a Raptor új, erős radarrendszere is, mely körülbelül 160 km-ről észlelheti az ellenséges radarokat és kiszámíthatná, hogy milyen távolságból fog a gép először feltűnni a radar képernyőjén. A rendszer tartalmaz egy ALR–94 elektronikus adóvevőt és egy kettős számítógépet az orrkúpban, amelyekkel csaknem fényképminőségű képeket készíthet a földi célpontokról.
Az FB-22 képes lenne még a legerősebb radarokat is kijátszani, ami még a B-2-esnek és az F-35-ösnek sem sikerül. Ezek megsemmisítésére küldhetnék a nagy sebességgel, nagy magasságból támadó FB-22-est, amely az ALR-94-es elektronikus felderítőrendszerével nemcsak felderíthetné, de be is azonosíthatná a légvédelmi rakétaütegek tűzvezető radarjait, majd ezeket könnyedén megsemmisíthetné a jelenleg még fejlesztés alatt álló SDB-kkel (Small Diameter Bomb; =kis átmérőjű bomba).

## Jellemzők
Deltaszárny
A meghosszabbított és megvastagított deltaszárnyban 80%-kal több üzemanyagot hordozhat, mint az F-22-es. A felhajtóerő is növekedne, mely által nagyobb terheléssel lehetne kisebb sebességen bevetést végrehajtani. A megnövelt szárnyfelület miatt a vízszintes vezérsík elhagyható.
Levegőbeömlő nyílás
A levegőbeömlő nyílásoknál kialakítottak egy kis dudort, melyet a Joint Strike Fighter-től vettek át és ez nagyban megnövelné az FB-22-es lopakodó tulajdonságát, mivel eltereli a kavargó levegőt a géptől.
Bombakamra
A Raptoréhoz képest 4 m-rel meghosszabbított bombakamrában 24 darab SDB-t, a két szélső kamrában pedig egy-egy AIM-120 AMRAAM-ot tudna hordozni, melyeket önvédelemre használhatna légiharc esetén.
Hajtóművek
Az új hajtóművek (General Electric F-136 és Pratt & Whitney F-135) erősebbek és egyben kevesebbet is fogyasztanak, mint az F-22-es erőforrása és ez is növelhetné a hatósugarat 3200 km-re, ami lényegesen nagyobb, mint az F-22-esé.
Törzs
A törzset három méterrel hosszabbították meg az F-22-höz képest.

## Esélyei a sorozatgyártásra
Vajon mekkora az esélye annak, hogy a Pentagonban elfogadják a tervezetet, illetve, hogy kapnak a további fejlesztésekre pénzt? A légierő tagjai közt vannak lelkes hívei, de vannak, akik egyáltalán nem tartják jó ötletnek a gép hadrendbe állítását. Az ellenzők azzal érvelnek, hogy az FB-22 képességei mind megvannak a Raptorban is, bár az nem tud annyi bombát olyan nagy távolságra juttatni, de ez növelhető légi üzemanyag-utántöltéssel. Azonban az USA külpolitikája, mely arra épül, hogy ha kell, bárhol a világon be tudjon avatkozni a belpolitikai ügyekbe, nagyon erős létjogosultságot adna az FB-22-esnek, mivel kevés olyan bombázó létezik, mely olyan gyorsan a helyszínre tud repülni, mint egy vadászgép és mégis hatékonyan alkalmazható bármely földi cél ellen. Márpedig a gyors reagálást igencsak előtérbe helyezik az amerikai stratégák, erre tökéletesen megfelelő lenne az új bombázó.

## Külső hivatkozások
- Angol nyelvű leírás a géphez